# Manitou (Kentucky)
Manitou es un lugar designado por el censo ubicado en el condado de Hopkins en el estado estadounidense de Kentucky. En el Censo de 2010 tenía una población de 181 habitantes y una densidad poblacional de 105,25 personas por km².

## Geografía
Manitou se encuentra ubicado en las coordenadas 37°22′26″N 87°34′32″O / 37.37389, -87.57556. Según la Oficina del Censo de los Estados Unidos, Manitou tiene una superficie total de 1.72 km², de la cual 1.71 km² corresponden a tierra firme y (0.75%) 0.01 km² es agua.

## Demografía
Según el censo de 2010, había 181 personas residiendo en Manitou. La densidad de población era de 105,25 hab./km². De los 181 habitantes, Manitou estaba compuesto por el 97.79% blancos, el 0% eran afroamericanos, el 0% eran amerindios, el 0% eran asiáticos, el 0% eran isleños del Pacífico, el 0.55% eran de otras razas y el 1.66% pertenecían a dos o más razas. Del total de la población el 2.21% eran hispanos o latinos de cualquier raza.